# 腓特烈堡郡
腓特烈堡郡（丹麥語：Frederiksborg Amt）是丹麥東部的郡，位於西蘭島的東北部。2007年1月1日被併入首都大区。